# Bran le Béni
Pour les articles homonymes, voir Bran.

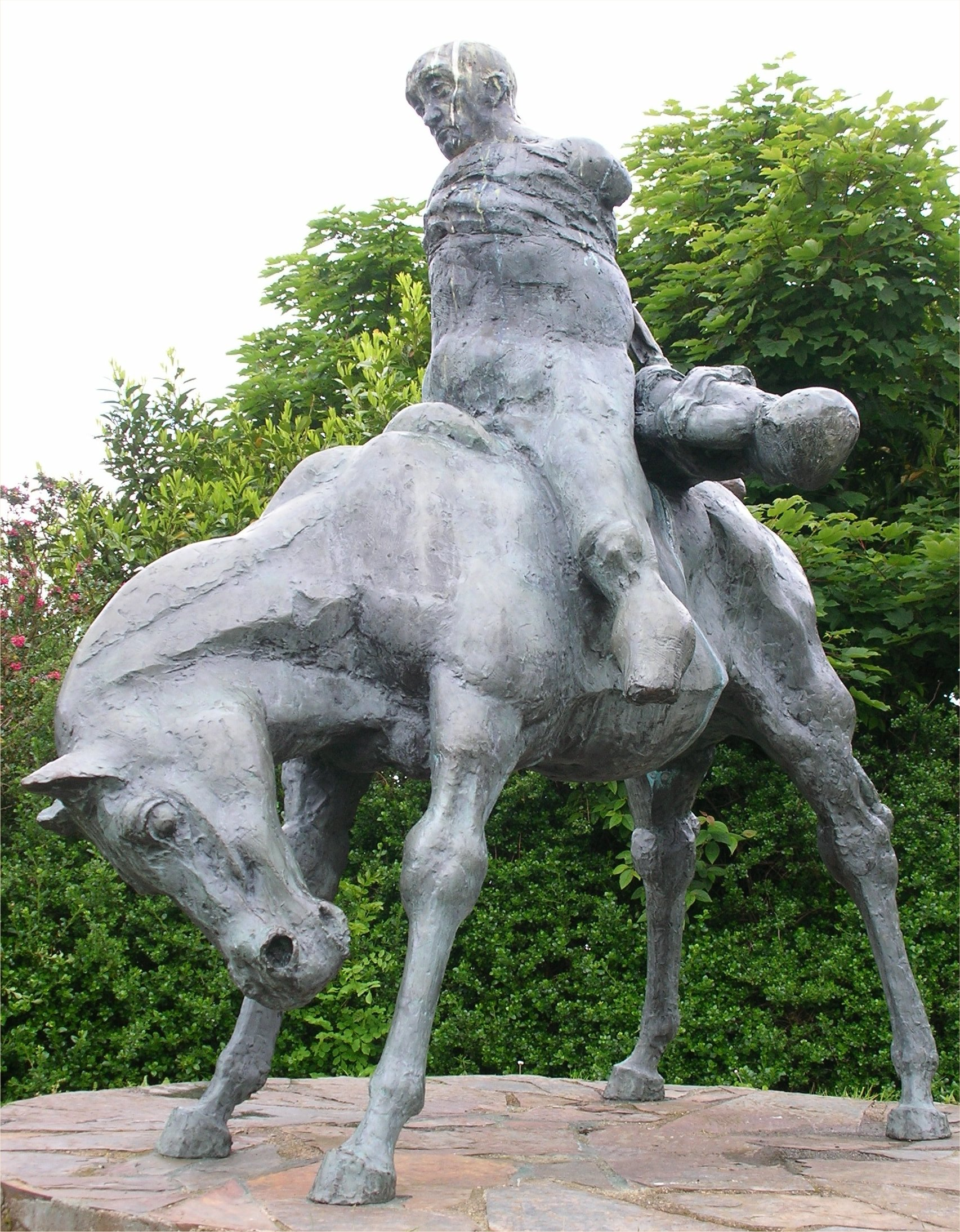
Bran le Beni

Bran le Béni (Bran Vendigeit en vieux gallois, Bendigeidfran en gallois moderne), fils de Lir (Llyr), est un personnage de la mythologie celtique brittonique, qui apparaît notamment dans la deuxième branche des Mabinogion : « Le Mabinogi de Branwen ». Bran le Béni est le frère de Branwen, ainsi que Manawyddan Fab Llyr. 

## «Le Mabinogi de Branwen»
Bran le Béni est un géant qui, à cause de sa taille, ne peut entrer dans aucune maison ni monter sur aucun bateau. Son nom signifie « corbeau », animal associé à la mort. Il est le souverain du royaume du Gwynedd, sa résidence est à Harddlech, c'est-à-dire le « Bel Endroit ». 
Matholwch, le roi d'Iwerddon (Irlande), débarque dans l'île de Bretagne pour conclure un traité de paix avec Bran et lui demander la main de sa sœur Branwen. La proposition est étudiée en conseil et acceptée. Mais leur demi-frère Evnissyen, furieux de ne pas avoir été consulté, se venge en mutilant les chevaux des Irlandais : il leur coupe les lèvres, les oreilles, les paupières et la queue. Devant l'affront, Matholwch se prépare à rentrer, mais Bran lui offre, en guise de réparation, de nouveaux chevaux, une baguette d'argent et une plaque d'or. Il doit ajouter un chaudron magique, qui ressuscite les guerriers morts au combat.
Branwen suit son époux Matholwch en Irlande et, après une année, donne naissance à un fils, Gwern. Puis elle tombe en disgrâce, à cause de rumeurs relatives à la mutilation des chevaux. Elle est chassée du lit du roi et condamnée à faire la cuisine dans la cour, où chaque jour le cuisinier vient lui donner une gifle. De plus, toutes les relations sont interdites entre l'Irlande et le pays de Galles. Elle subit cette humiliation pendant trois ans, mais parvient à envoyer à son frère un message, attaché à la patte d'un étourneau qu'elle a dressé.
Dès qu'il a connaissance de la situation, Bran réunit les « 154 royaumes » et organise une expédition militaire contre l'Irlande. Lui-même franchit la mer à gué en portant ses harpistes sur le dos. Matholwch propose immédiatement d'abdiquer et de confier la royauté à son fils Gwern, qui est donc aussi le neveu du roi de Bretagne. Alors que les deux camps vont se réunir pour faire la paix, Evnissyen devine une supercherie des Irlandais : de chaque côté des cent colonnes de la maison où ils doivent se rencontrer  sont accrochés des sacs de farine, dissimulant chacun un guerrier. Evnissyen tue les deux cents guerriers irlandais en leur écrasant la tête. La rencontre a lieu et Gwern va voir chacun de ses oncles. Quand il approche d'Evnissyen, ce dernier le saisit par les pieds et le jette dans le feu, ce qui déclenche une guerre sans merci.
Evnissyen détruit le chaudron magique, et tous les Irlandais sont tués. Les Gallois sont vainqueurs, mais seuls sept guerriers survivent à la bataille : Pryderi, Manawydan, Gliuieu Eil Taran, Taliesin, Ynawc, Gruddyeu et Heilyn. Bran lui-même est blessé au pied par une lance empoisonnée. Il ordonne que sa tête soit coupée et enterrée à Londres, à Y Gwynvryn (la « Colline blanche »). Au cours des quatre-vingt-sept années qui suivent, les sept survivants ont une longue discussion avec la tête de Bran qui continue de parler. 
Si Bran est un héros formidable, à l'instar de Cúchulainn, certaines légendes en font un dieu de l'Autre Monde, à la fois devin, musicien et guerrier. Son surnom est bien évidemment un attribut chrétien, tardif.

## Bran le béni dans la culture populaire
- Bran Ruz est le nom du héros de la bande dessinée du même nom d’Alain Deschamps (scénario) et Claude Auclair (dessin) parue en 1981.
- La harpiste et chanteuse Cécile Corbel a sorti en 2005 une chanson intitulée Bran, qui évoque ce personnage légendaire.
- Dans la saga littéraire Le Trône de fer, et son adaptation télévisuelle Game of Thrones, le personnage de Brandon Stark est appelé Bran et est accompagné d'un corbeau.

## Texte mythologique
- Anonyme, Les Quatre Branches du Mabinogi, traduit, présenté et annoté par Pierre-Yves Lambert, Paris, Gallimard, coll. « L'aube des peuples », 1993  (ISBN 2-07-073201-0).